# 奥村優

奥村 優（おくむら ゆう、2001年8月14日 - ）は日本のフリークライマー。The North Faceアスリート

## 概要
岩場でのクライミングを主たる活動としているフリークライマー。父親は関西きってのクライマー、クライミングジム「KO-WALL」オーナーでインストラクターの奥村晃史。幼少の頃から国内外の岩場を訪れ、難ルートを登ってきた。ボルダーはV15、ルートはPapichulo、Maturity、Joe Mama、Biographieなどの5.15aに、2023年にはChilam Balam(5.15a/b)を登った。

## クライミング歴
- 2014年3月 - クライミング・日本ユース選手権（ユースC男子 リード）優勝[3]
- 2012年(10歳) - スペインRodellar Ixeia(8b+(5.14a))完登[1]。
- 2015年(13歳) - フランス Ceüse Dures limites(8c(5.14b))完登[1]。
- 2016年 - スペイン Santa Linya Open your mind direct(9a(5.14d))完登[1]。
- 2019年 - 宮崎県 比叡 アマテラス(五段)完登[1]。
- 2020年 - スペイン Oliana Papichulo (9a+(5.15a))完登[1]。
- 2023年2月 - Chilam Balam(9a+/b(5.15a/b))を完登[2]。
- 2024年12月スペインSanta Linya Stoking the Fire 5.15b （9b/5.15b）を完登。